# ميسلون نصار
ميسلون نصار هي صحفيّة وإعلاميّة لبنانية تعملُ كمقدمة برامج مع قناة فرانس 24 الفرنسيّة الناطقة باللّغة العربية منذ عام 2011.

## الحياة المُبكّرة
وُلدت ميسلون في بيروت ثمّ ترعرت ونشأت هناك. درست العلوم الاقتصادية في جامعة القديس يوسف في العاصمة اللبنانيّة فحصلت منها على الإجازة.

## المسيرة المهنيّة
بدأت ميسلون مسارها الإعلامي كصحفيّة في قناة إل بي سي ثمّ انتقلت في وقتٍ لاحق إلى قناة المستقبل فقناة أبوظبي مرورًا بالعربيّة ثمّ الجزيرة إلى أن استقرت منذُ عام 2011 في قناة فرانس 24.

### في فلك الممنوع
زادت شهرة ميسلون نصار من خِلال تقديمها لبرنامج «في فلك الممنوع» والذي تتطرقُ فيهِ لعددٍ من القضايا الحسّاسة على غِرار الدين، الجنس، قضايا النساء والمجتمع بشكلٍ عام.